# Campionat d'Europa de Futbol sub-19 de la UEFA de 2010
El Campionat d'Europa de Futbol sub-19 de la UEFA de 2010 fou la novena edició del Campionat d'Europa de Futbol sub-19 de la UEFA des que es va reanomenar des de l'esdeveniment original sub-18 event, el 2001. França va hostatjar el campionat durant el juliol de 2010. Ucraïna defensava el títol, però no va aconseguir de classificar-se per a les finals. França va guanyar el torneig en guanyar Espanya a la final. Els sis primers equips es classificaven per la Copa del Món de Futbol sub-20 de 2011.

## Equips participants
Les 53 seleccions afiliades a la UEFA van ser dividides en dues etapes, i es van formar 13 grups de quatre equips cadascun. Així, la classificació es va dur a terme mitjançant quadrangulars en un sol país, exceptuant la selecció de França que pel fet de ser l'amfitriona accedia directament a la següent etapa.
Els 13 guanyadors de cada grup, conjuntament amb els qui van ocupar els 13 segons llocs i els dos millors tercers Polònia i Àustria, van avançar a la classificació anomenada "Elit", en la qual van prendre part 28 seleccions de la categoria. Aquestes es van dividir en set grups de quatre equips cadascun. Els tres primers llocs de cada grup a la Ronda Elit van classificar-se per a la Copa Mundial de Futbol Sub-20 de 2011.

## Plantilles
Per a la llista completa de jugadors, vegeu Plantilles al Campionat d'Europa de Futbol sub-19 de la UEFA de 2010

## Torneig final
| Llegenda                                                              |
| --------------------------------------------------------------------- |
| Passa a semifinals i es classifica per la Copa del Món sub-20 de 2011 |
| Es classifica per la Copa del Món sub-20 de 2011                      |

All times are Central European Time (UTC+2)

### Grup A
| Team          | Pld | W | D | L | GF | GA | GD | Pts |
| ------------- | --- | - | - | - | -- | -- | -- | --- |
| França        | 3   | 2 | 1 | 0 | 10 | 2  | +8 | 7   |
| Anglaterra    | 3   | 1 | 1 | 1 | 4  | 4  | 0  | 4   |
| Àustria       | 3   | 1 | 0 | 2 | 3  | 8  | −5 | 3   |
| Països Baixos | 3   | 1 | 0 | 2 | 2  | 5  | −3 | 3   |

| Àustria                 | 2–3    | Anglaterra                   |
| ----------------------- | ------ | ---------------------------- |
| Alaba 52' · Trauner 74' | Report | Nouble 14', 29' · Cruise 55' |

| França                                                    | 4–1    | Països Baixos |
| --------------------------------------------------------- | ------ | ------------- |
| Kakuta 20' · Bakambu 37', 90+3' · Martins Indi 84' (p.p.) | Report | Cabral 55'    |

| França                                              | 5–0    | Àustria |
| --------------------------------------------------- | ------ | ------- |
| Griezmann 19', 73' · Lacazette 66', 83' · Reale 80' | Report |         |

| Països Baixos | 1–0    | Anglaterra |
| ------------- | ------ | ---------- |
| Berghuis 6'   | Report |            |

| Anglaterra     | 1–1    | França    |
| -------------- | ------ | --------- |
| Phillips 90+3' | Report | Tafer 56' |

| Països Baixos | 0–1    | Àustria             |
| ------------- | ------ | ------------------- |
|               | Report | Djuricin 87' (pen.) |

### Grup B
| Team     | Pld | W | D | L | GF | GA | GD | Pts |
| -------- | --- | - | - | - | -- | -- | -- | --- |
| Espanya  | 3   | 3 | 0 | 0 | 7  | 2  | +5 | 9   |
| Croàcia  | 3   | 1 | 1 | 1 | 6  | 2  | +4 | 4   |
| Portugal | 3   | 1 | 0 | 2 | 3  | 7  | −4 | 3   |
| Itàlia   | 3   | 0 | 1 | 2 | 0  | 5  | −5 | 1   |

| Croàcia          | 1–2    | Espanya                  |
| ---------------- | ------ | ------------------------ |
| Andrijašević 42' | Report | Thiago 53' · Rodrigo 64' |

| Itàlia | 0–2    | Portugal                          |
| ------ | ------ | --------------------------------- |
|        | Report | N. Oliveira 51' · S. Oliveira 63' |

| Espanya          | 2–1    | Portugal  |
| ---------------- | ------ | --------- |
| Pacheco 12', 88' | Report | Pinto 78' |

| Croàcia | 0–0    | Itàlia |
| ------- | ------ | ------ |
|         | Report |        |

| Portugal | 0–5    | Croàcia                                             |
| -------- | ------ | --------------------------------------------------- |
|          | Report | Andrijašević 19' · Pamić 25', 37', 69' · Ozobić 67' |

| Espanya                                         | 3–0    | Itàlia |
| ----------------------------------------------- | ------ | ------ |
| Rochina 16' · Pacheco 23' · Ezequiel 57' (pen.) | Report |        |

## Eliminatòries

### Quadre
|  | Semifinals           | Semifinals |   |  | Final            | Final |  |
|  |                      |            |   |  |                  |       |  |
|  | 27 juliol – Saint-Lô |            |   |  |                  |       |  |
|  | Espanya              | 3          |   |  |                  |       |  |
|  | Anglaterra           | 1          |   |  |                  |       |  |
|  |                      |            |   |  |                  |       |  |
|  |                      |            |   |  | 30 juliol – Caen |       |  |
|  |                      |            |   |  | Espanya          | 1     |  |
|  |                      | França     | 2 |  |                  |       |  |
|  |                      |            |   |  |                  |       |  |
|  |                      |            |   |  |                  |       |  |
|  |                      |            |   |  |                  |       |  |
|  | 27 juliol – Caen     |            |   |  |                  |       |  |
|  | França               | 2          |   |  |                  |       |  |
|  | Croàcia              | 1          |   |  |                  |       |  |

### Semifinals
| Espanya                              | 3–1    | Anglaterra  |
| ------------------------------------ | ------ | ----------- |
| Pacheco 12' · Keko 34' · Canales 57' | Report | Bostock 37' |

| França                   | 2–1    | Croàcia  |
| ------------------------ | ------ | -------- |
| Kakuta 37' · Bakambu 83' | Report | Ademi 4' |

### Final
| Espanya     | 1–2    | França                   |
| ----------- | ------ | ------------------------ |
| Rodrigo 18' | Report | Sunu 49' · Lacazette 85' |

| Campió Eurocopa sub-19 2010 |
| --------------------------- |
| · 7è títol                  |

## Màxims golejadors
| 4 gols - Dani Pacheco 3 gols - Zvonko Pamić - Cédric Bakambu - Alexandre Lacazette 2 gols - Franko Andrijašević - Frank Nouble - Rodrigo - Gaël Kakuta - Antoine Griezmann 1 gol - David Alaba - Marco Djuricin - Gernot Trauner - Filip Ozobić - Arijan Ademi - Thomas Cruise | - Matt Phillips - John Bostock - Enzo Reale - Yannis Tafer - Gilles Sunu - Steven Berghuis - Jerson Cabral - Nélson Oliveira - Sérgio Oliveira - Rúben Pinto - Thiago - Ezequiel Calvente - Rubén Rochina - Sergio Gontán - Sergio Canales En pròpia porta - Bruno Martins Indi (per França) |

## Selecció del torneig
| Porters - 1. Matej Delač - 1. Declan Rudd Defenses - 4. Marc Bartra - 2. Nathaniel Clyne - 3. Chris Mavinga - 2. Loïc Nego - 3. Carles Planas - 14. Gernot Trauner - 2. Ricardo van Rhijn | Migcampistes - 7. Arijan Ademi - 8. Thiago - 13. Francis Coquelin - 8. Gueïda Fofana - 15. Zvonko Pamić - 8. Dean Parrett - 6. Oriol Romeu - 17. Sérgio Oliveira Davanters - 17. Cédric Bakambu - 11. Jerson Cabral - 11. Antoine Griezmann - 7. Gaël Kakuta - 7. Keko - 11. Dani Pacheco |

## Classificació final
- 1. França
- 2. Espanya
- 3. Croàcia
- 4. Anglaterra
- 5. Portugal
- 6. Àustria
- 7. Països Baixos
- 8. Itàlia